# Melanothrix alternans
Melanothrix alternans is een vlinder uit de familie van de Eupterotidae. De wetenschappelijke naam van de soort is voor het eerst geldig gepubliceerd in 1890 door Pagenstecher.